# Sun Yaoting
Sun Yaoting (孙耀庭, 29 septembre 1902 – 17 décembre 1996) est le dernier eunuque chinois à être entré au service de la cour impériale. À sa mort à l'âge de 94 ans, il était le dernier eunuque chinois vivant.

## Biographie
Issu d'une famille pauvre de Tianjin qui souffrait d'un propriétaire de village intimidant ayant volé le champ et incendié la maison, Sun Yaoting est castré d'un coup de rasoir par son père à l'âge de huit ans, sans anesthésie et uniquement avec du papier imbibé d'huile comme bandage. Cette opération est censée lui assurer un avenir meilleur, les eunuques étant les seuls à pouvoir travailler dans le service impérial car incapable de procréer, ils ne seraient pas tentés de prendre le pouvoir pour fonder une dynastie. Sa famille souhaitait également gagner une influence au sein de la famille impériale et ainsi se venger contrer ce propriétaire terrien. Une plume d'oie est insérée dans son urètre pour l'empêcher de se bloquer lors de la cicatrisation de la plaie. Il reste inconscient pendant trois jours et peut à peine bouger pendant deux mois. Cependant, le dernier empereur de Chine, Puyi, est déposé à peine quelques mois plus tard,,. Il arrive à Pékin à 15 ans et devient néanmoins assistant de l'oncle de l'empereur durant les années suivantes où la famille impériale reste cloîtrée dans la Cité interdite, menant une vie insouciante et loin des bouleversements du pays, avant son expulsion lors du Coup de Pékin en 1924. Il suit ensuite l'empereur en Mandchourie lorsque celui-ci est mis sur le trône du Mandchoukouo par les Japonais.
Après la proclamation de la République populaire de Chine en 1949, Sun Yaoting devient un responsable communiste avant d'être déporté au laogai pendant la révolution culturelle, car les communistes considéraient les eunuques comme des monstres issus d'un passé honni. C'est durant cette période que sa famille, par peur de représailles des gardes rouges, jette le bocal contenant les restes de ses organes génitaux. En effet, il était de tradition chez les eunuques de les conserver afin d'être enterré avec et ainsi pouvoir être réincarné en tant qu'homme à part entière. Il déclare à ce sujet : « Quand je mourrai, je reviendrai en chat ou en chien ». Il finit sa vie dans un ancien monastère bouddhiste.
Il avait un fils adoptif et un petit-fils. Toute sa vie, il n'a jamais cessé de déplorer la chute du système impérial auquel il restait fidèle malgré tout.

## Dans la culture populaire
- Lai Shi, China's Last Eunuch, film hongkongais de 1987 sur sa vie.
- Le dernier eunuque de Chine: La vie de Sun Yaoting, biographie de 1992 de Jia Yinghua (en).